# Thera tenuifasciata
Thera tenuifasciata är en fjärilsart som beskrevs av Ludwig Osthelder 1929. Thera tenuifasciata ingår i släktet Thera och familjen mätare. Inga underarter finns listade i Catalogue of Life.